# Gelvécourt-et-Adompt
Gelvécourt-et-Adompt est une commune française située dans le département des Vosges, en région Grand Est.

## Géographie

### Localisation

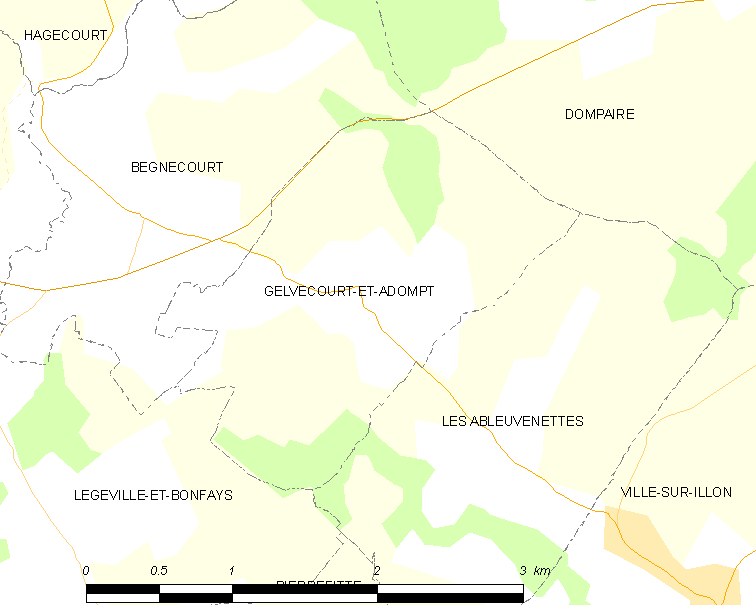
Situation géographique de Gelvécourt-et-Adompt.

La commune est formée de la réunion de deux petits hameaux traversés par l'Illon, un affluent du Madon.
| Begnécourt           |                      | Dompaire          |
|                      | Gelvécourt-et-Adompt |                   |
| Légéville-et-Bonfays |                      | Les Ableuvenettes |

### Hydrographie et les eaux souterraines
Hydrogéologie et climatologie : Système d’information pour la gestion des eaux souterraines du bassin Rhin-Meuse :
Territoire communal : Occupation du sol (Corinne Land Cover); Cours d'eau (BD Carthage),
Géologie : Carte géologique; Coupes géologiques et techniques,
 Hydrogéologie : Masses d'eau souterraine; BD Lisa; Cartes piézométriques.

#### Réseau hydrographique
La commune est située dans le bassin versant du Rhin au sein du bassin Rhin-Meuse. Elle est drainée par l'ruisseau de l'Illon et le ruisseau de Prele,.
L'Illon, d'une longueur totale de 12,7 km, prend sa source dans la commune de Harol et se jette dans le Madon à Begnécourt, en limite avec Bainville-aux-Saules, après avoir traversé cinq communes.

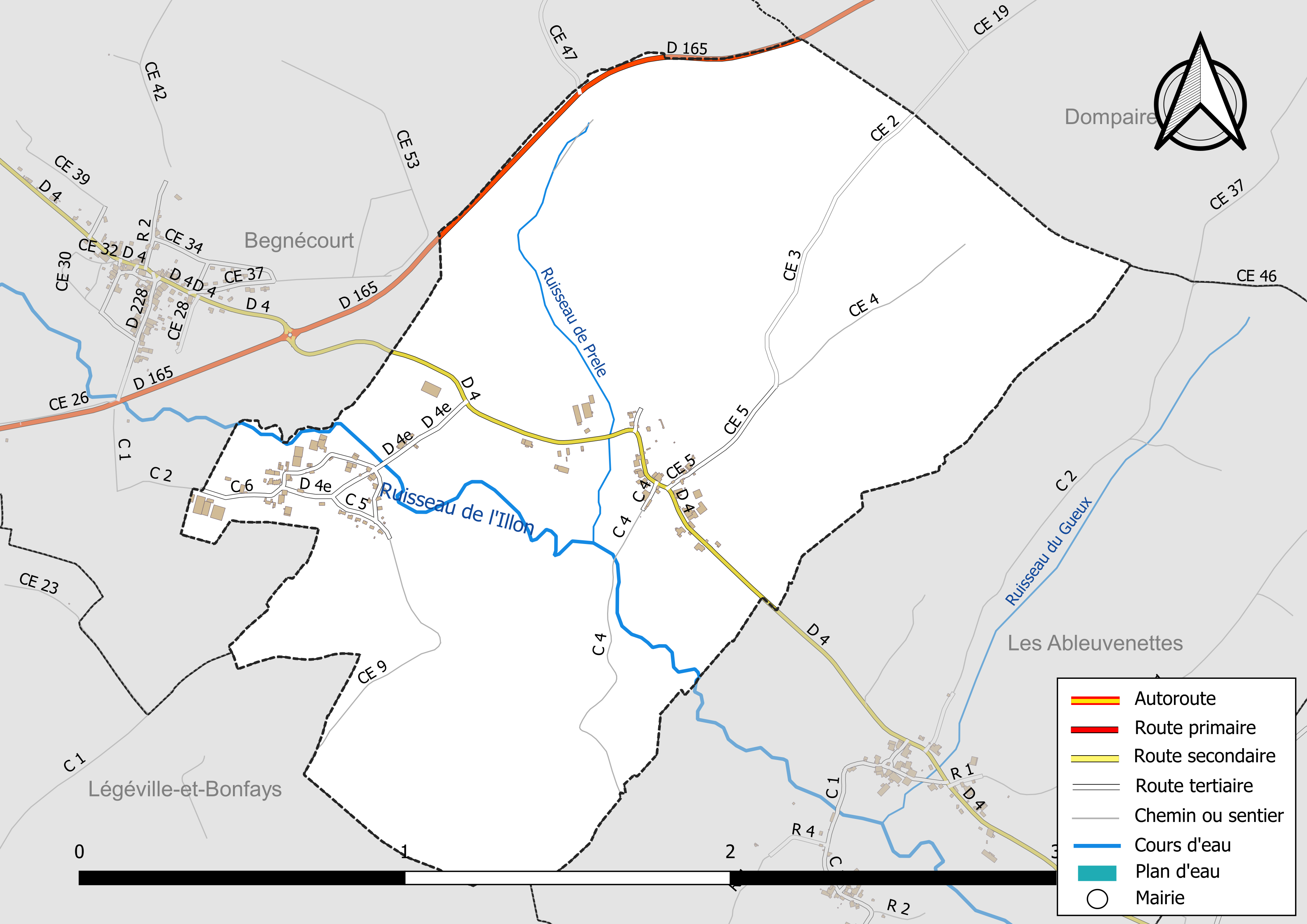
Réseaux hydrographique et routier de Gelvécourt-et-Adompt.

#### Gestion et qualité des eaux
Le territoire communal est couvert par le schéma d'aménagement et de gestion des eaux (SAGE) « Nappe des Grès du Trias Inférieur ». Ce document de planification, dont le territoire comprend le périmètre de la zone de répartition des eaux de la nappe des Grès du trias inférieur (GTI), d'une superficie de 1 497 km2,  est en cours d'élaboration. L’objectif poursuivi est de stabiliser les niveaux piézométriques de la nappe des GTI et atteindre l'équilibre entre les prélèvements et la capacité de recharge de la nappe. Il doit être cohérent avec les objectifs de qualité définis dans les SDAGE Rhin-Meuse et Rhône-Méditerranée. La structure porteuse de l'élaboration et de la mise en œuvre est le conseil départemental des Vosges.
La qualité des eaux de baignade et des cours d’eau peut être consultée sur un site dédié géré par les agences de l’eau et l’Agence française pour la biodiversité.

### Climat
Pour des articles plus généraux, voir Climat du Grand Est et Climat des Vosges.
En 2010, le climat de la commune est de type climat des marges montargnardes, selon une étude du Centre national de la recherche scientifique s'appuyant sur une série de données couvrant la période 1971-2000. En 2020, Météo-France publie une typologie des climats de la France métropolitaine dans laquelle la commune est dans une zone de transition entre le climat océanique altéré et le climat océanique altéré et est dans la région climatique  Lorraine, plateau de Langres, Morvan, caractérisée par un hiver rude (1,5 °C), des vents modérés et des brouillards fréquents en automne et hiver. 
Pour la période 1971-2000, la température annuelle moyenne est de 9,8 °C, avec une amplitude thermique annuelle de 17 °C. Le cumul annuel moyen de précipitations est de 983 mm, avec 12,9 jours de précipitations en janvier et 9,7 jours en juillet. Pour la période 1991-2020, la température moyenne annuelle observée sur la station météorologique de Météo-France la plus proche, « Dommartin-aux-Bois_sapc », sur la commune de Dommartin-aux-Bois à 9 km à vol d'oiseau, est de 10,6 °C et le cumul annuel moyen de précipitations est de 908,9 mm. 
La température maximale relevée sur cette station est de 39,4 °C, atteinte le 25 juillet 2019 ; la température minimale est de −17,5 °C, atteinte le 20 décembre 2009,,. 
Les paramètres climatiques de la commune ont été estimés pour le milieu du siècle (2041-2070) selon différents scénarios d'émission de gaz à effet de serre à partir des nouvelles projections climatiques de référence DRIAS-2020. Ils sont consultables sur un site dédié publié par Météo-France en novembre 2022.

## Urbanisme

### Typologie
Au 1er janvier 2024, Gelvécourt-et-Adompt est catégorisée commune rurale à habitat dispersé, selon la nouvelle grille communale de densité à sept niveaux définie par l'Insee en 2022.
Elle est située hors unité urbaine. Par ailleurs la commune fait partie de l'aire d'attraction d'Épinal, dont elle est une commune de la couronne,. Cette aire, qui regroupe 118 communes, est catégorisée dans les aires de 50 000 à moins de 200 000 habitants,.

### Occupation des sols
L'occupation des sols de la commune, telle qu'elle ressort de la base de données européenne d’occupation biophysique des sols Corine Land Cover (CLC), est marquée par l'importance des territoires agricoles (85,7 % en 2018), une proportion identique à celle de 1990 (85,7 %). La répartition détaillée en 2018 est la suivante : 
terres arables (53,6 %), zones agricoles hétérogènes (32,1 %), forêts (14,3 %). L'évolution de l’occupation des sols de la commune et de ses infrastructures peut être observée sur les différentes représentations cartographiques du territoire : la carte de Cassini (XVIIIe siècle), la carte d'état-major (1820-1866) et les cartes ou photos aériennes de l'IGN pour la période actuelle (1950 à aujourd'hui).

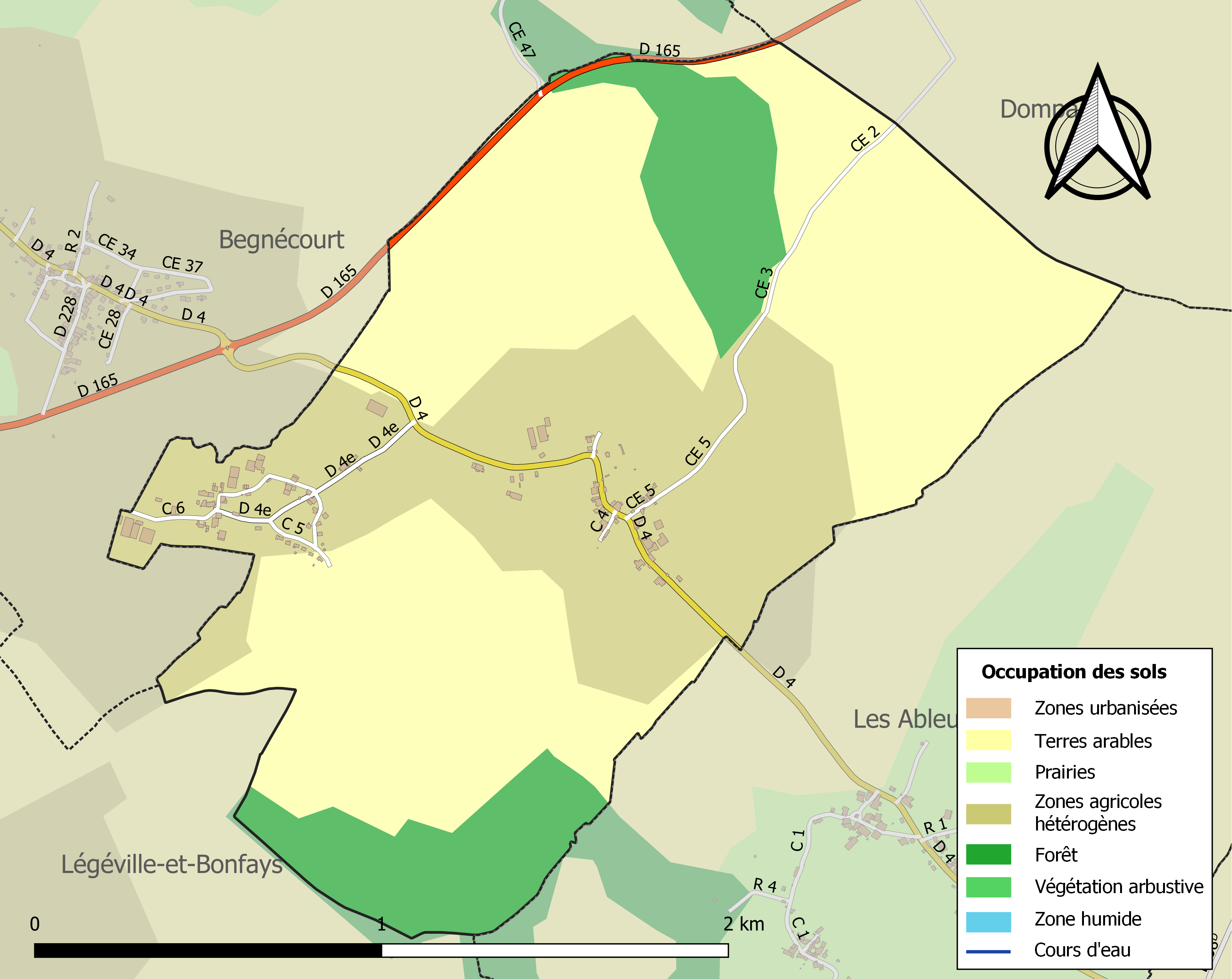
Carte des infrastructures et de l'occupation des sols de la commune en 2018 (CLC).

### Voies de communications et transports

#### Voies routières
- A31 (aussi appelée autoroute de Lorraine-Bourgogne). Échangeur Bulgnéville > Vittel.

#### Transports en commun
- Fluo Grand Est.

#### Lignes SNCF
- Gare de Contrexéville
- Gare de Vittel

#### Transports aériens
- Aéroport d'Épinal-Mirecourt « Vosges Aéroport ».

À partir de l'été 2021, l’aéroport d’Épinal-Mirecourt devient le pélicandrome de la Zone Est et servira ainsi de base de ravitaillement et d’intervention pour les avions bombardiers d’eau Q Series ou de Havilland Canada DHC-8, aussi connu sous le nom de Dash 8.

## Toponymie
Les deux hameaux, Gelvécourt et Adompt, ont fusionné entre 1791 et 1794.
Gelvécourt est attesté sous les formes ? Guynoncourt (1305) ; Jehan de Gelvecourt (1380) ; Gellencourt, pour Gellevecourt (1594) ; Gelvescourt (1656) ; Gelvécourt-et-Adompt (1751) ; Gelvecourt (XVIIIe siècle).

Adompt, ancien hameau, est attesté sous les formes Garinus de Adon (1193) ; Adono (XIIe siècle) ; Apud Aldonem (XIIe siècle) ; Adon (1228) ; Audun (1228) ; Adompt (1228) ; G. de Adomno (1235) ; Audon (1303) ; Adons (1346) ; De Audonno (1402) ; Adom (après 1697) ; Adonis domus (1768).

## Histoire
Les deux hameaux, Gelvécourt et Adompt, ont connu des parcours parfois différents jusqu'à leur fusion entre 1791 et 1794.
Adompt, Adonis Domus, dont le nom est rappelé dans un titre de 1305, est mentionné à plusieurs reprises dans des textes anciens. Le ban d’Adompt, bailliage de Darney, s’étendait sur Gelvécourt et Begnécourt. L’église paroissiale située à Adompt remonte au XIIe siècle et est dédiée à saint Martin.
Gelvécourt, parfois écrit Gélucourt, dépendait du marquisat de Ville-sur-Illon.
De 1790 à l'an IX, Gelvécourt et Adompt fit partie du canton de Valfroicourt.
Le 22 juin 1961, Gelvécourt prend le nom de Gelvécourt-et-Adompt.

## Politique et administration

### Découpage territorial
Par arrêté préfectoral du 15 septembre 2023, la commune est retirée le 1er janvier 2024 de l'arrondissement d'Épinal et rattachée à l'arrondissement de Neufchâteau.

### Liste des maires
| Période                                  | Période                       | Identité        | Étiquette | Qualité |
| ---------------------------------------- | ----------------------------- | --------------- | --------- | ------- |
| Les données manquantes sont à compléter. |                               |                 |           |         |
| avant 2001                               | En cours (au 18 février 2015) | Roger Jeanmaire |           |         |

### Budget et fiscalité 2023

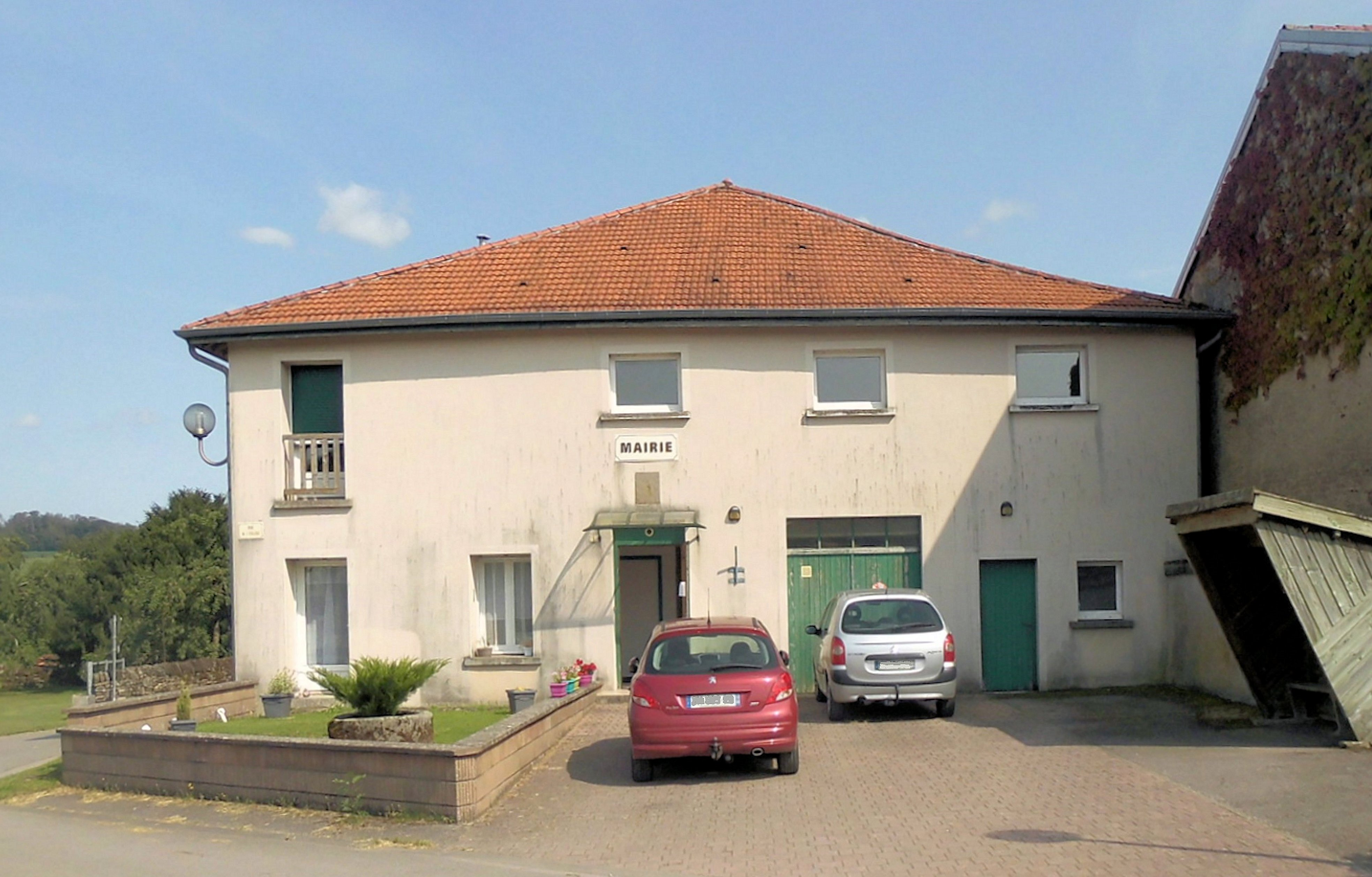
La mairie.

En 2023, le budget de la commune était constitué ainsi :
- total des produits de fonctionnement : 135 000 €, soit 1 246 € par habitant ;
- total des charges de fonctionnement : 106 000 €, soit 985 € par habitant ;
- total des ressources d'investissement : 84 000 €, soit 773 € par habitant ;
- total des emplois d'investissement : 5 000 €, soit 44 € par habitant ;
- endettement : 1 000 €, soit 6 € par habitant.

Avec les taux de fiscalité suivants :
- taxe d'habitation : 26,17 % ;
- taxe foncière sur les propriétés bâties : 46,39 % ;
- taxe foncière sur les propriétés non bâties : 30,37 % ;
- taxe additionnelle à la taxe foncière sur les propriétés non bâties : 0,00 % ;
- cotisation foncière des entreprises : 0,00 %.

Chiffres clés Revenus et pauvreté des ménages en 2021 : médiane en 2021 du revenu disponible, par unité de consommation : 23 140 €.

## Population et société

### Démographie

#### Évolution démographique
L'évolution du nombre d'habitants est connue à travers les recensements de la population effectués dans la commune depuis 1793. Pour les communes de moins de 10 000 habitants, une enquête de recensement portant sur toute la population est réalisée tous les cinq ans, les populations de référence des années intermédiaires étant quant à elles estimées par interpolation ou extrapolation. Pour la commune, le premier recensement exhaustif entrant dans le cadre du nouveau dispositif a été réalisé en 2004.

En 2022, la commune comptait 107 habitants, en évolution de −5,31 % par rapport à 2016 (Vosges : −2,96 %, France hors Mayotte : +2,11 %).
| 1793 | 1800 | 1806 | 1821 | 1831 | 1836 | 1841 | 1846 | 1856 |
| ---- | ---- | ---- | ---- | ---- | ---- | ---- | ---- | ---- |
| 144  | 177  | 180  | 201  | 226  | 246  | 266  | 267  | 258  |

| 1861 | 1866 | 1876 | 1881 | 1886 | 1891 | 1896 | 1901 | 1906 |
| ---- | ---- | ---- | ---- | ---- | ---- | ---- | ---- | ---- |
| 251  | 255  | 241  | 239  | 207  | 183  | 182  | 148  | 150  |

| 1911 | 1921 | 1926 | 1931 | 1936 | 1946 | 1954 | 1962 | 1968 |
| ---- | ---- | ---- | ---- | ---- | ---- | ---- | ---- | ---- |
| 160  | 141  | 129  | 130  | 135  | 118  | 121  | 111  | 105  |

| 1975 | 1982 | 1990 | 1999 | 2004 | 2006 | 2009 | 2014 | 2019 |
| ---- | ---- | ---- | ---- | ---- | ---- | ---- | ---- | ---- |
| 86   | 77   | 84   | 88   | 89   | 87   | 85   | 106  | 105  |

| 2022 | - | - | - | - | - | - | - | - |
| ---- | - | - | - | - | - | - | - | - |
| 107  | - | - | - | - | - | - | - | - |

### Enseignement
Établissements d'enseignements :
- Écoles maternelles et primaires à Bainville-aux-Saules, Dompaire, Damas-et-Bettegney, Les Vallois, Lerrain, Madonne-et-Lamerey, Valfroicourt.
- Collèges à
- Lycées à

### Santé
Professionnels et établissements de santé :
- Médecins à Dompaire, Lerrain, Damas-et-Bettegney, Mattaincourt, Remoncourt, Girancourt, Mirecourt.
- Pharmacies à Dompaire, Lerrain, Mattaincourt, Girancourt, Mirecourt.
- Hôpitaux à Ville-sur-Illon, Mattaincourt, Mirecourt.

### Cultes
- Culte catholique, Paroisse La-Croix-de-Virine[29], Diocèse de Saint-Dié.

## Économie

### Entreprises et commerces
- Commerces et services de proximité[30].

## Culture locale et patrimoine

### Lieux et monuments

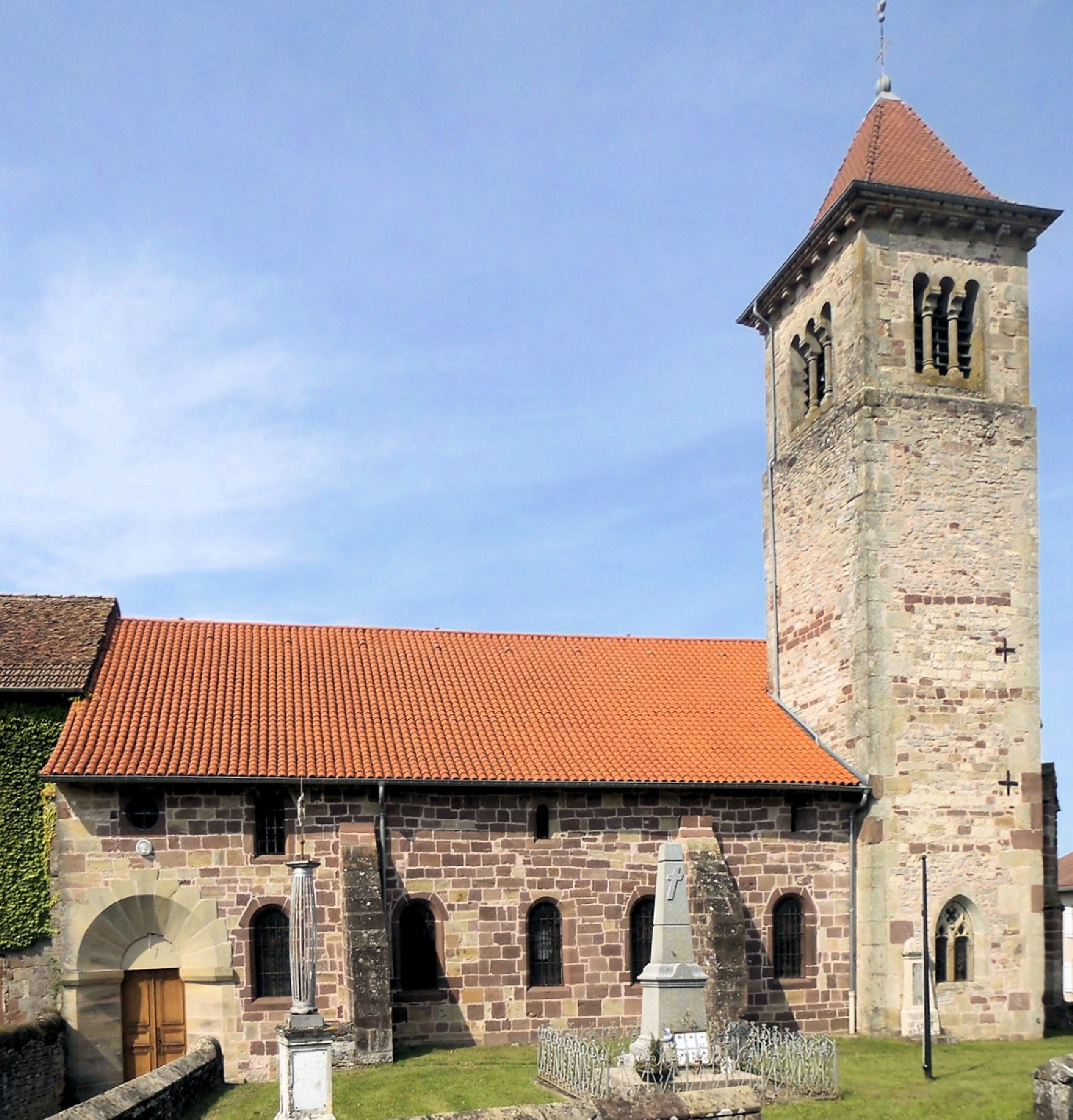
L'église Saint-Martin d'Adompt, côté sud.
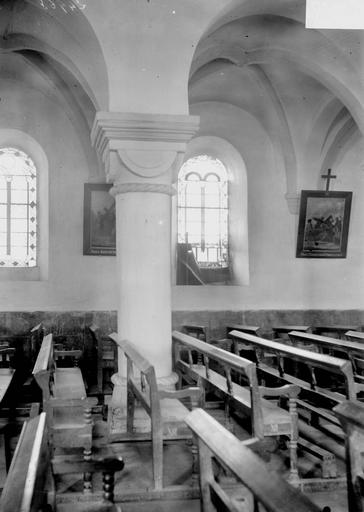
Colonne et chapiteau.
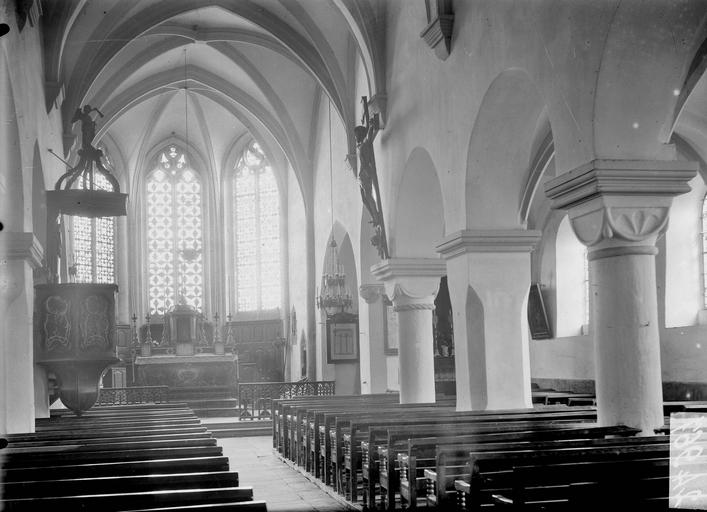
Nef, vue de l'entrée.

- Maison forte[31].
- Église Saint-Martin[32] à Adompt[33] , inscrite sur l'inventaire supplémentaire des monuments historiques par arrêté du 3 mars 1926[34]. Elle date probablement du XIIème siècle. Seules les travées centrales de la nef et les bas-côtés datent de l'époque romane. Le clocher est postérieur.

L'orgue de tribune de tribune a été réalisé par Henri Didier et agrandi par Joseph Voegtlé,,.
Patrimoine mobilier :
* Statue Vierge à l'Enfant et à la grappe.
* Fonts baptismaux : cuve baptismale armoriée.
* Citerne de fontaine monumentale.
- Monuments aux morts[41],[42].
- Le monument Général Leclerc inauguré le 14 mai 1950 est situé sur le territoire de Madonne-et-Lamerey et appartient à plusieurs communes[43].
- Patrimoine rural recensé par le service régional de l'Inventaire général du patrimoine culturel[44],[45].

Lavoir.

### Personnalités liées à la commune
- Jean-Antoine Maudru, né le 5 mai 1748 à Adompt, mort le 13 septembre 1820 à Belleville (ancienne commune de la Seine), prélat français, curé d'Aydoilles, puis évêque constitutionnel de Saint-Dié, ami de l'abbé Grégoire.
- Joseph Leclerc, prêtre[47].

### Héraldique
| Blason | Blasonnement : D'or au rencontre de sanglier de gueules allumé et défendu d'argent, chapé d'azur, chargé de deux pigeons paons affrontés d'or ; au chef d'or à la croix de gueules. Commentaires : Armoiries composées par R.A. Louis et mises à disposition de la commune depuis juillet 2014 |

## Pour approfondir